# (22322) Bodensee
(22322) Bodensee ist ein Asteroid des Hauptgürtels, der am 13. September 1991 von den deutschen Astronomen Freimut Börngen und Lutz D. Schmadel an der Thüringer Landessternwarte Tautenburg (IAU-Code 033) entdeckt wurde.
Der Asteroid ist nach dem im Alpenvorland gelegenen Bodensee benannt, der auf der Grenze zwischen Deutschland, Österreich und der Schweiz liegt und vom Rhein durchflossen wird.